# Општинска лига Трстеник
Општинска лига Трстеник је најнижи степен такмичења и чине је клубови са територије општине Трстеник.